# Centralverband des deutschen Bank- und Bankiergewerbes
Der Centralverband des deutschen Bank- und Bankiergewerbes e. V. (CVBB) war ein 1901 gegründeter Bankenverband mit Geschäftssitz in Berlin, dem Großbanken, Privatbanken und Hypothekenbanken angehörten.

## Allgemeines
Der CVBB gilt als erster reiner Bankenverband in Deutschland. Er fungierte als Interessenverband der deutschen Bankwirtschaft, bestehend aus Privatbanken, Großbanken, Hypothekenbanken und einigen Kreditgenossenschaften. Die sich stark etablierenden Sparkassen waren keine Mitglieder, sie waren in dem 1884 errichteten „Deutschen Sparkassenverband“ organisiert. In seiner Satzung verpflichtete sich der CVBB, „die Rechte und Interessen des deutschen Bank- und Bankiergewerbes nach allen Richtungen zu vertreten“ und damit als politische „Pressure Group“ agieren zu wollen. Mindestens alle zwei Jahre organisierte er die „Allgemeinen deutschen Bankiertage“.

## Geschichte
Der eingetragene Verein wurde im März 1901 gegründet, ein Jahr später umfasste er 600 Mitglieder. Im Oktober 1901 gründete der CVBB als Organ die Fachzeitschrift „Bank-Archiv – Zeitschrift für Bank- und Börsenwesen“. In einem im Bank-Archiv vom März 1902 abgedruckten Leserbrief war der Berliner Privatbankier Alfred Neumann der Auffassung, dass Privatbanken allein deshalb keine Mitglieder sein sollten, weil der CVBB sich nur für die Interessen der Großbanken einsetze. Auf dem vom CVBB organisierten ersten deutschen Bankiertag am 19./20. September 1902 hielt Hugo Hartung (Vorstandsmitglied des Kölner A. Schaaffhausen’schen Bankvereins) vor über 700 Vertretern des Kreditgewerbes ein Referat über „Die wirtschaftliche Stellung und die Aufgaben des Bankier-Standes“, das im Bank-Archiv 1902 abgedruckt wurde. Eine lebhafte Debatte lösten die Reparationen nach 1918 aus, die den CVBB und die Bankiers in Berlin, Hamburg oder Köln beschäftigten. Der CVBB veröffentlichte im Mai 1909 im Bank-Archiv einen Artikel gegen das Aufkommen von Bucket Shops, der ihre Inhaber veranlasste, sich hinter Strohmännern zu verbergen. Im Oktober 1910 wurde beim CVBB eine Zentralstelle zur Bekämpfung des Unwesens der Bucket Shops sowie des Missbrauchs der Geschäftsbezeichnungen „Bank“ und „Bankgeschäft“ errichtet.
Ein berühmter Bankierstag fand zwischen dem 9. und 11. September 1928 im Kölner Gürzenich unter Leitung des CVBB-Vorsitzenden Jakob Riesser statt. Bei Anwesenheit bekannter Persönlichkeiten wie unter anderen Konrad Adenauer (damals Oberbürgermeister der Stadt Köln), Arthur Salomonsohn (Disconto-Gesellschaft), Max Warburg (M.M.Warburg & CO), Bruno Edler von der Planitz (F. W. Krause & Co. Bankgeschäft), Johann Heinrich von Stein IV (Bankhaus J. H. Stein), Robert Pferdmenges (A. Schaaffhausen’scher Bankverein), Eduard Beit von Speyer (Lazard Speyer-Ellissen), Julius Curtius (Reichswirtschaftsminister) oder Hjalmar Schacht (Reichsbankpräsident) lagen die Themenschwerpunkte insbesondere auf dem Dawes-Plan, der Finanzwirtschaft oder der Verwaltung öffentlicher Gelder durch die Reichsbank. Die deutsche Bankenkrise vom 13. Juli 1931 schien den CVBB überrollt zu haben, wie der Frage nach den Lehren hieraus zu entnehmen ist.
Nach der Machtergreifung durch Adolf Hitler ergaben sich für den CVBB schwerwiegende Folgen. Zunächst mussten in einer Ausschuss-Sitzung vom 8. April 1933 die jüdisch-stämmigen Rudolf Solmssen (Vorstandsvorsitzender) und Otto Bernstein (Geschäftsführer) ihre Ämter niederlegen. Ihnen folgte am 2. Mai 1933 der NSDAP-nahe Otto Christian Fischer, dem Direktor der Reichs-Kredit-Gesellschaft, und der Bankier Carl Tewaag vom Bankhaus Wm. Schlutow. Durch das „Gesetz zur Vorbereitung des organischen Aufbaus der deutschen Wirtschaft“ vom 27. Februar 1934 und die „Erste Durchführungsverordnung“ vom 27. November 1934 erfolgte zudem eine Zusammenführung innerhalb der Wirtschaftszweige nach „Wirtschafts- und Fachgruppen“. Der CVBB firmierte deshalb seit November 1934 als „Wirtschaftsgruppe Privates Bankgewerbe (WGPB)“ unter der Leitung von Friedrich Reinhart mit später über 1800 Mitgliedern.

## Nachkriegszeit
Der CVBB bestand bis 1945. Nach seiner Auflösung entstanden im September 1948 regionale Landesverbände, die sich noch im selben Jahr zur „Arbeitsgemeinschaft der Verbände des privaten Bankgewerbes“ zusammenschlossen. Diese Arbeitsgemeinschaft trat dem im April 1951 gegründeten Bundesverband für das private Bankgewerbe mit Geschäftssitz in Köln bei.